# Ракитное (Хмельницкая область)
Ракитное (укр. Рокитне) — село в Изяславском районе Хмельницкой области Украины.
Население по переписи 2001 года составляло 52 человека. Почтовый индекс — 30343. Телефонный код — 3852. Занимает площадь 0,424 км². Код КОАТУУ — 6822180702.

## Местный совет
30343, Хмельницкая обл., Изяславский р-н, с. Белогородка, ул. Центральная, 15